# NGC 5408
NGC 5408 је галаксија у сазвежђу Кентаур која се налази на NGC листи објеката дубоког неба.
Деклинација објекта је - 41° 22' 43" а ректасцензија 14h 3m 21,0s. Привидна величина (магнитуда) објекта NGC 5408 износи 11,6 а фотографска магнитуда 12,2. Налази се на удаљености од 4,850 милиона парсека од Сунца. NGC 5408 је још познат и под ознакама MCG -7-29-6, ESO 325-47, TOL 116, IRAS 14002-4108, PGC 50073.